# San José de Favelas
San José de Favelas är en ort i Mexiko.   Den ligger i kommunen Santiago Papasquiaro och delstaten Durango, i den centrala delen av landet, 900 km nordväst om huvudstaden Mexico City. San José de Favelas ligger 1 804 meter över havet och antalet invånare är 114.
Terrängen runt San José de Favelas är varierad. San José de Favelas ligger nere i en dal. Runt San José de Favelas är det glesbefolkat, med 8 invånare per kvadratkilometer. Närmaste större samhälle är San Miguel de Papasquiaro, 4,6 km sydost om San José de Favelas. Omgivningarna runt San José de Favelas är i huvudsak ett öppet busklandskap.